# Radiomasten i Hellissandur

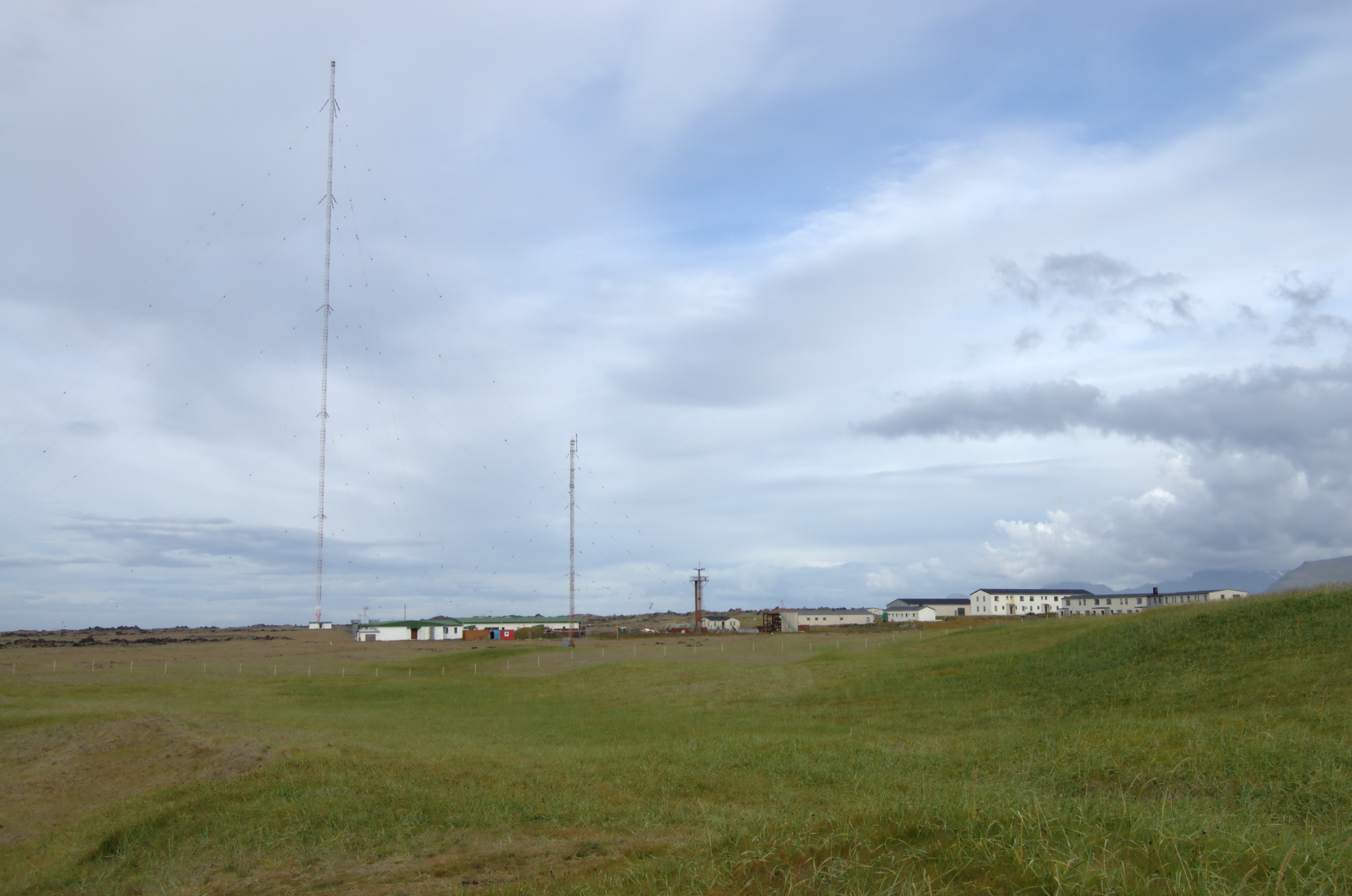
Sändarmasten vid Gufuskálar

Radiomasten i Hellissandur är en radiomast i Hellissandur på halvön Snæfellsnes, i västra Island. Masten är 412 meter hög. vilket gör den till Islands högsta byggnadskonstruktion. Hellissandur som ligger nordväst om Reykjavik är en av de västligaste platserna på Island.

## Masten
Masten som är 412 meter hög är den högsta byggnadskonstruktionen i västra Europa. Den invigdes 1963 och ersatte en tidigare, 190 meter hög mast som användes för det nordvästatlantiska navigationssystemet LORAN. Även den nya masten uppfördes för LORAN som använde den fram till 1994 då systemet lades ned. Sedan 1994 används den istället huvudsakligen av den Isländska radion. Bakom konstruktionen av systemet ligger USA:s kustbevakning. Masten är stagad med kraftiga stålvajrar i fem nivåer.